# Athrotaxis cupressoides
Athrotaxis cupressoides, el cedro de Tasmania liso, es una especie arbórea de la familia de las Cupresáceas, endémico de Tasmania en Australia, donde crece a 700–1,300 m de altitud.
Su nombre común en inglés, Pencil Pine ("Pino lápiz"), puede inducir a error ya que no es un miembro de la familia de los pinos.

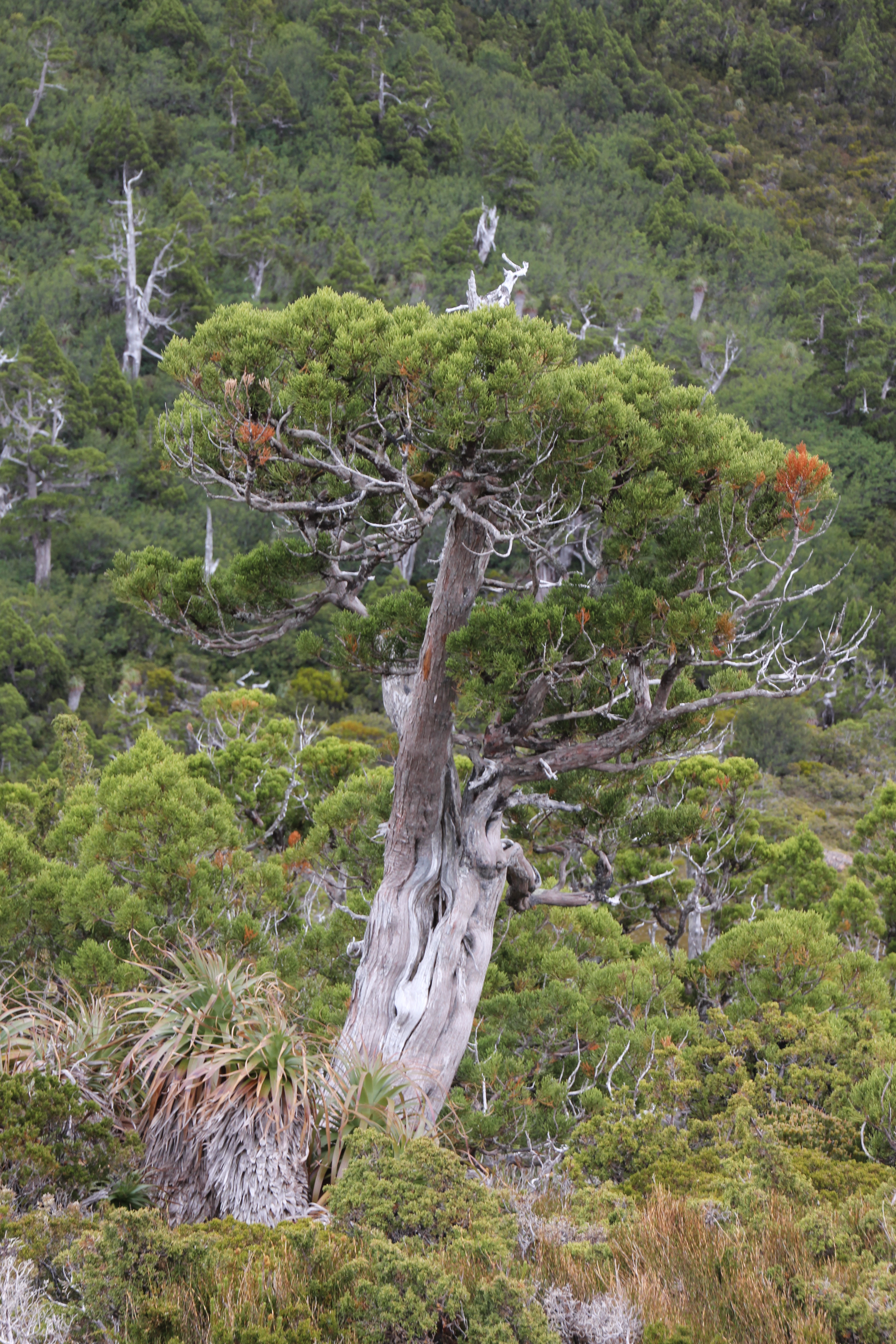
Vista de la planta

## Descripción
Es un árbol siempreverde de las coníferas creciendo 10–20 m de alto, con un tronco de hasta 1 m diámetro. Las hojas se parecen a escamas, 3–6 mm de largo y 2–3 mm de ancho, dispuestas espiralmente en las yemas. Los conos son globosos, 10–16 mm de diámetro, con 10–16 escamas dispuestas en espiral; maduran aproximadamente seis meses después de la polinización. Los conos de polen miden 3–5 mm de largo.
La especie está amenazada, siendo la mayor causa de su declinación los incendios fuera de control provocados para limpiar los escombros de la tala después de la cosecha de madera de los cercanos bosques de Eucalyptus; una larga proporción de la distribución de la especie fue severamente afectada por incendios mayores en 1960–1961. Una enfermedad causada por la especie Phytophthora ha sido también identificada como causa de Phytophthora cinnamomi (dieback). La regeneración está también obstaculizada por los introducidos ovejas y conejos europeos.
Lejos de su distribución natural, es ocasionalmente cultivado como árbol ornamental en el noroeste de Europa.

## Taxonomía
Athrotaxis cupressoides fue descrita por David Don y publicado en Annals of Natural History 1: 235. 1838.
Etimología
Athrotaxis: nombre genérico que proviene de dos palabras griegas: athros = "lleno", y taxis = "arreglo", en referencia a la disposición de la superposición de las hojas.
cupressoides: epíteto compuesto que significa "similar a Cupressus.
Sinonimia
- Athrotaxis imbricata Gordon
- Cunninghamia cupressoides Zucc.[7]